# تحليل ذوبان عالي الدقة
تحليل ذوبان عالي الدقة هو عبارة عن تقنية قوية في البيولوجيا الجزيئية لاكتشاف الطفرات وتعدد الأشكال والاختلافات اللاجينية في عينات الحمض النووي . وقد تم اكتشافه وتطويره من قبل تقنية ايداهو وجامعة يوتاه. ولها مزايا على تقنيات التنميط الجيني الأخرى، وهي:
- إنها فعالة من حيث التكلفة مقابل تقنيات التنميط الجيني الأخرى مثل التسلسل وكتابة اشكال النوكليوتيد. هذا يجعلها مثالية لمشاريع التنميط الجيني واسعة النطاق.
- إنه سريع وقوي وبالتالي فهو قادر على تكوين العديد من العينات بدقة بسرعة.
- إنه بسيط. من خلال اختبار إدارة الموارد البشرية عالي الجودة، يمكن إجراء التنميط الجيني القوي من قبل غير المتخصصين في علم الوراثة في أي مختبر مع إمكانية الوصول إلى جهاز تفاعل البولي مراز في الوقت الحقيقي قادر على إدارة الموارد البشرية.

## المنهج
من خلال إجراء تحليل إدارة الموارد البشرية على عينات الحمض النووي. عادةً ما يتم استخدام تفاعل البولي مراز قبل التحليل وذلك لتضخيم منطقة الحمض النووي التي تكمن فيها طفرة الفائدة. حيث انه يوجد العديد من نسخ منطقة الحمض النووي ذات الأهمية في أنبوب العينة. تُعرف هذه المنطقة التي يتم تضخيمها باسم المليكون. ثم بعد ذلك تبدأ عملية التفاعل البولي مراز ويقوم ببدأ تحليل إدارة الموارد البشرية. وهذه العملية هي الاحتراز أكثر دقة للحمض النووي فحوالي 50 إلى 95 درجة مئوية من هذه العملية يتم الوصول إلى درجة حرارة انصهار المليكون ويفصل شريطا الحمض النووي.
بداية مراقبه إدارة الموارد البشرية بين فروع الوقت الحالي . ويتم تحقيق ذلك من خلال استخدام صبغة الفلورسنت. حيث تعرف هذه الأصباغ المستخدمة باسم الأصباغ المتداخلة ولها خاصية تميزها عن غيرها حيث ترتبط بالحمض النووي مما يؤدي إلى تألقها بشكل زاهي. ويتألقون بشكل منخفض عندما لا يوجد هناك حمض نووي أو شيء يقومون بالارتباط به. يوجد هناك مستوى عالي من التألق في هذه العينة المستخدمة في نسخ المليكون، لوحظ اثناء عملية تسخين العينة وانصهار شريطين من الحمض النووي، يتناقص وجود الحمض النووي المزدوج وبالتالي يقل التألق . وتحتوي آلة إدارة الموارد البشرية على قياس مدى التألق عن طريق الكاميرا لهذه العملية . ثم تقوم هذه الآلة برسم هذه البيانات مثل الرسم البياني مما يعرف باسم منحنى الذوبان، والذي يوضح مستوى التألق مقابل درجة الحرارة: